# 信貴山駅
信貴山駅（しぎさんえき）は、奈良県生駒郡三郷町にかつて存在した近畿日本鉄道東信貴鋼索線の駅。

## 概要
2面1線の頭端式ホームを持ち、ケーブルカーの頂上側の典型的な配線の駅であった。駅舎は頭端部ではなく、ホームの横にあった。自動券売機はなく、乗車券は全て窓口での手売りによっていた。
輸送目的地である信貴山朝護孫子寺はすぐ近くで、西側斜面の西信貴鋼索線の高安山駅と比べると場所的には有利であった。
しかし西信貴鋼索線は開業当初から現在の信貴線・大阪線を介して大阪中心部に直通していたため、人の流れがそちらに移ってしまい、せっかくの駅の地理的優位も充分活用されないままに路線と運命をともにすることになった。

## 歴史
- 1922年（大正11年）5月16日：信貴生駒電気鉄道鋼索線の駅として開業[2]。
- 1964年（昭和39年）10月1日：近畿日本鉄道が信貴生駒電鉄を合併。近鉄東信貴鋼索線の駅となる[3]。
- 1983年（昭和58年）9月1日：東信貴鋼索線廃止により廃駅[1][4]。

## 廃止後の駅の状況
現在、駅構内は駅舎を残して奈良交通の信貴山バスターミナルに転用されている。路線バス自体は、一部を除き信貴山門（信貴山上線電車終点跡、近鉄バスの高安山行に乗り換え可）まで運行する。東信貴鋼索線の傾斜が緩やかであったこともあり、そのまま以前ホームがあった場所に停留所が設けられ、信貴山下駅方面へのバスが発着している。
駅舎は待合室として利用されており、駅舎内には現役時からの近鉄の路線図も残されている。旧ホーム側はかなり改変されているが、旧駅前側は「信貴山駅」の駅表札が撤去されたことと、出札所と駅事務室が封鎖されたこと以外は現役時代のままで、入口左側に残された出札口下の飾り煉瓦が当時を偲ばせている。
汲み取り式公衆トイレがある。

## その他
信貴線の「信貴山口駅」・生駒線の「信貴山下駅」の駅名が、誤って「信貴山駅」と呼ばれ、混乱を招くことがある。
なお「信貴山駅」の名を持つ駅は後にも先にも当駅のみであり、先に挙げた2駅が「信貴山駅」を称したことはない。

## 隣の駅
近畿日本鉄道
■東信貴鋼索線
信貴山下駅 - 信貴山駅